# Sorbus parumlobata
Sorbus parumlobata là một loài thực vật thuộc họ Rosaceae. Đây là loài đặc hữu của Đức.